# Günter Sieber

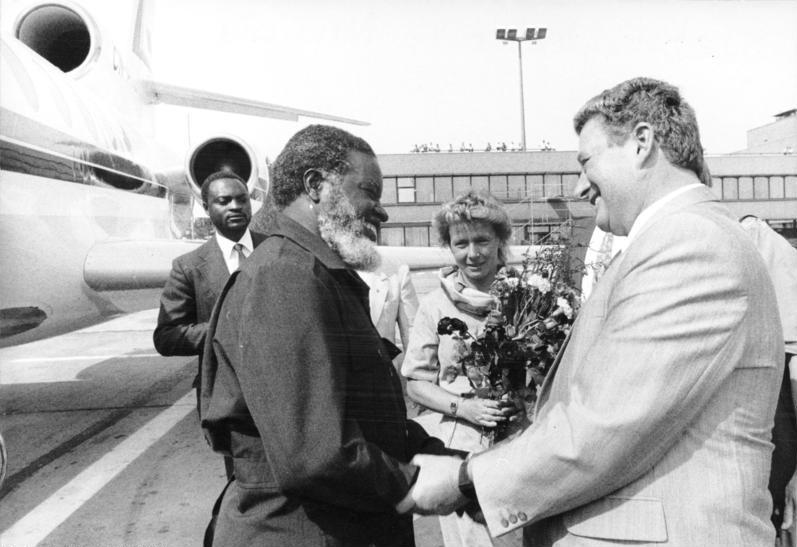
Günter Sieber begrüßt Sam Nujoma, den Vorsitzenden der SWAPO, in Berlin (18. August 1989)

Günter Sieber (* 11. März 1930 in Ilmenau; † 26. November 2006 in Strausberg) war ein deutscher Politiker und Diplomat. In der DDR war er Minister für Handel und Versorgung sowie deren Botschafter in der Volksrepublik Polen. Im November 1989 gehörte er als Kandidat kurzzeitig dem Politbüro des ZK der SED an.

## Leben
Sieber war bis 1947 Waldfacharbeiter und bis 1948 Forstanwärter in Ilmenau, danach Hauptsachbearbeiter in der Deutschen Wirtschaftskommission. 1948 trat er der SED bei und absolvierte 1949 bis 1950 ein Studium an der Deutschen Akademie für Staats- und Rechtswissenschaft in Potsdam. 1949 bis 1951 war er Referent im Ministerium für Planung und bis 1952 Hauptreferent in der Staatlichen Plankommission. Nach einem Studium an der Parteihochschule war er bis 1962 Parteisekretär der Staatlichen Plankommission, bis 1963 stellvertretender Vorsitzender der Zentralen Kommission für Staatliche Kontrolle beim Ministerrat und bis 1965 erster Stellvertretender des Vorsitzenden des Komitees der Arbeiter-und-Bauern-Inspektion. Außerdem war er von 1963 bis 1967 Mitglied der Zentralen Revisionskommission der SED.
Nach dem Fernstudium am Zentralinstitut für sozialistische Wirtschaftsführung war Sieber als Nachfolger von Gerhard Lucht von 1965 bis 1972 Minister für Handel und Versorgung und bis 1980 Botschafter der DDR in der Volksrepublik Polen.
1976 wurde er Kandidat und 1981 Mitglied des Zentralkomitees der SED, hier seit 1980 als Leiter der Abteilung Internationale Verbindungen. 1981 bis 1990 war er als Abgeordneter der Volkskammer Mitglied des Ausschusses für Auswärtige Angelegenheiten. Vom 8. November bis 3. Dezember 1989 war er Kandidat des Politbüros des ZK der SED und Sekretär des ZK der SED.
Laut Manfred Uschner, dem persönlichen Referent des für die Abteilung zuständigen ZK-Sekretär Hermann Axen, wäre der robustere und erfahrenere Sieber deutlich besser mit dem oft cholerischen Axen klargekommen im Vergleich zu seinem eher sensiblen Vorgänger Egon Winkelmann. Sieber wäre des Weiteren bemüht gewesen, die offene Atmosphäre der Abteilung, für die der verstorbene Abteilungsleiter Paul Markowski bekannt war, aufrechtzuerhalten.
1964 erhielt Sieber den Vaterländischen Verdienstorden in Silber und 1979 in Gold sowie 1988 den Orden Banner der Arbeit.

## Veröffentlichungen
- Wie entwickelt sich der Binnenhandel der DDR in den kommenden Jahren? Verlag Die Wirtschaft, Berlin 1968.